# 愛しのデコトラ天使
『愛しのデコトラ天使』（いとしのデコトラてんし）は、2018年に公開された日本の映画。

## 概要
2018年6月1日に『デコトラガール　天使な誘惑』のタイトルでピンク映画として初公開された。2018年8月30日から「OP PICTURES+フェス2018」の一編として再編集され一般公開。
監督の柿原利幸は過去に同じ天使もえ主演でオリジナルビデオ作品『デコトラ★ギャル紗矢』（2016年）を撮影しており、原典である城定秀夫のオリジナルビデオ作品、『デコトラ★ギャル 奈美』（2008年）にオマージュを捧げた作品となっている。
キャッチコピーは『エンジン全開!アソコも満タン!!』。
2019年11月2日、『愛しのデコトラ天使』として82分、R-15版がDVD発売。
2023年7月5日、『デコトラガール　天使な誘惑』として70分、R-18版がDVD発売。

## あらすじ
父と元彼の借金からデコトラを操り運送業を行う高階凛虎。どんな荷物でも猛スピードで運ぶ腕前、そして麗しい肢体を武器に多大な返済を行っていたが、派手派手しいデコトラに怪訝な目をされ時に断られることも。
そんなとき、本社から地方の営業所に転属となった営業マン・廉太郎と出会う。

## キャスト
高階凛虎
演 - 天使もえ
ど派手なデコトラを乗り回すプロ運送ドライバー。運転技術があるが性格は男勝りで誰に対してもため口。酒飲みで喫煙家。出入りしていた工場が閉鎖になり、金子を通じて仕事を紹介される。デコトラは父親の影響。
伊東美穂
演 - 桜ちなみ
零細運送会社社員。覗かれることで興奮する。廉太郎はお茶汲みOLと蔑んで見ていたが、実は英会話が堪能であるなど高スキルの持ち主。
さおり
演 - 遠藤留奈
ホステス。ドライバー連中が通うスナックのママ。
今野廉太郎
演 - 可児正光
親会社・東京グローバル電工から左遷で地方の運送会社にやってきたエリートサラリーマン。支社の業績を上げ、本社に戻りたい。優柔不断で国立大学卒のプライドが高い。
田代ユウジ
演 - 難波拓也
凛虎の元彼。元長距離ドライバーだったが失踪。金髪でお調子者。
中村静雄
演 - 森羅万象
零細運送会社社長。趣味は覗き。
金子茂
演 - 佐藤日出夫
零細運送会社社員。趣味はキャッチボール。さおりママに片思いしている。
笹崎裕太
演 - 佐藤良洋
借金取り。ニューヨークヤンキースの野球帽をかぶる。
井手口
演 - 染井佳之

東京グローバル電工社員
演 - 吉田祐健
親会社の社員。

## スタッフ
- 監督・編集 - 柿原利幸
- プロデューサー - 藤原健一
- 脚本 - 川﨑龍太、唐戸悠、木村洋輔
- 撮影監督 - 高橋まなぶ
- 助監督 - 田中章一、菊嶌稔章
- 音楽 - 與語一平
- ロケ協力 - アートワークスラパン
- 車両協力 - 黒潮船団 、宮内如弘
- 仕上げ - 東映ラボ・テック
- 制作 - ANGLE
- 配給 - オーピー映画